# 1443
1443 је била проста година.

## Догађаји

### Новембар
- 8. новембар — Битка код Ниша
- 28. новембар — Искористивши лажно писмо султана Мурата II, Скендербег је постао господар Кроје.

### Децембар
- 12. децембар — Битка код Златице

## Рођења
- 23. фебруар — Хуњади Матија, мађарски краљ (умро 1490)
- 5. децембар — Папа Јулије II (умро 1513)

## Смрти
- 16. август — Ашикага Јошикацу, јапански шогун (рођен 1434)